# Oreye
Oreye ist eine Gemeinde in der belgischen Provinz Lüttich. Sie besteht aus den Ortschaften Oreye, Bergilers, Grandville, Lens-sur-Geer und Otrange.

## Weblinks

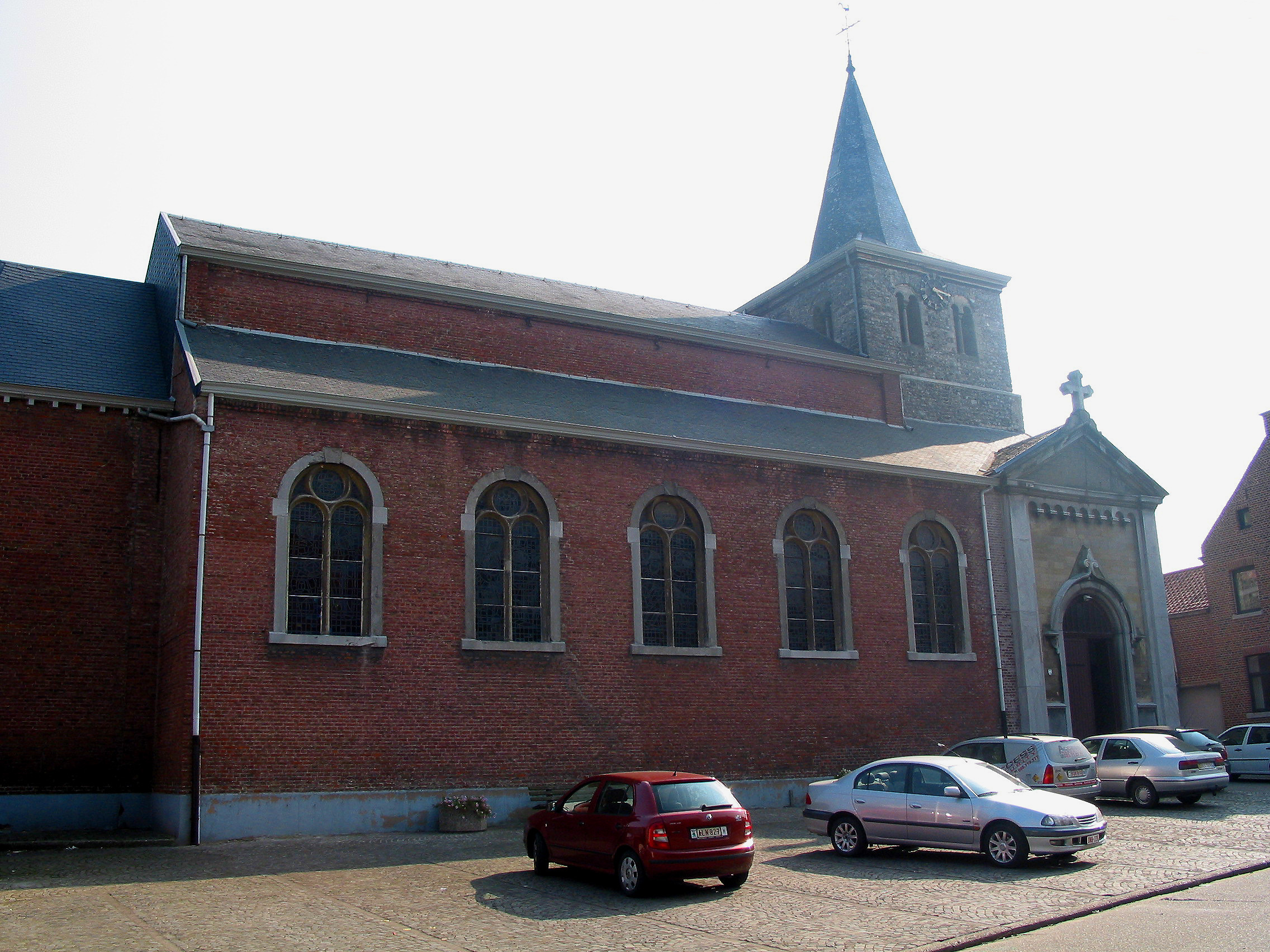
Kirche Saint-Clément